# 京吉內奧
京吉內奧（Guinguinéo）是西非國家塞內加爾的城市，由考拉克區負責管轄，位於首府考拉克東北22公里，海拔高度9米，主要經濟活動有農業和貿易，2007年人口15,627。